# Willis Linn Jepson

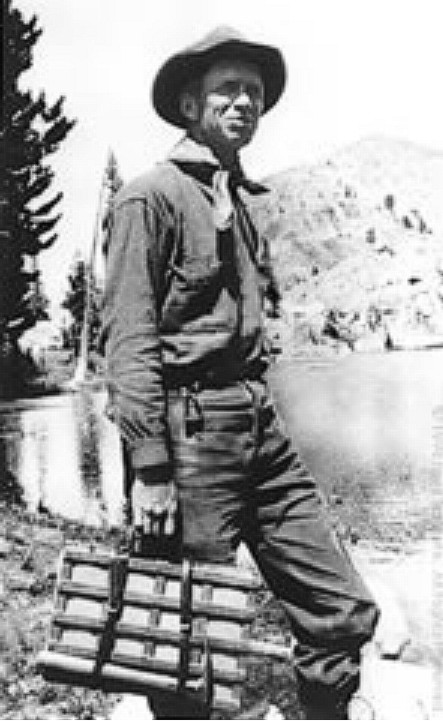
Willis Linn Jepson 1911

Willis Linn Jepson (* 19. August 1867 in Vacaville, Kalifornien; † 7. November 1946 in Berkeley (Kalifornien)) war ein US-amerikanischer Botaniker. Sein offizielles botanisches Autorenkürzel lautet „Jeps.“

## Leben und Wirken
Willis Linn Jepson war von 1899 bis 1937 Professor der Botanik an der University of California Berkeley. Er befasste sich besonders mit der Vegetation der San Francisco Bay Area. Er gründete 1892 zusammen mit John Muir den Sierra Club, eine Art Umweltschutz-Organisation. Er gründete 1913 die California Botanical Society. 1928 wurde er in die American Academy of Arts and Sciences gewählt. Zu Ehren von Willis Linn Jepson wurden zwei Berge in Kalifornien benannt: der Jepson Peak in Südkalifornien sowie der über 4000 Meter hohe Mount Jepson in der Sierra Nevada.

## Ehrentaxon
Die Pflanzengattung Jepsonia (Small) aus der Familie der Steinbrechgewächse (Saxifragaceae) ist nach ihm benannt.

## Werke
- A Flora of Western Middle California, 1901
- The Silva of California, 1910
- A Flora of California, 1909–1943